# Messmör

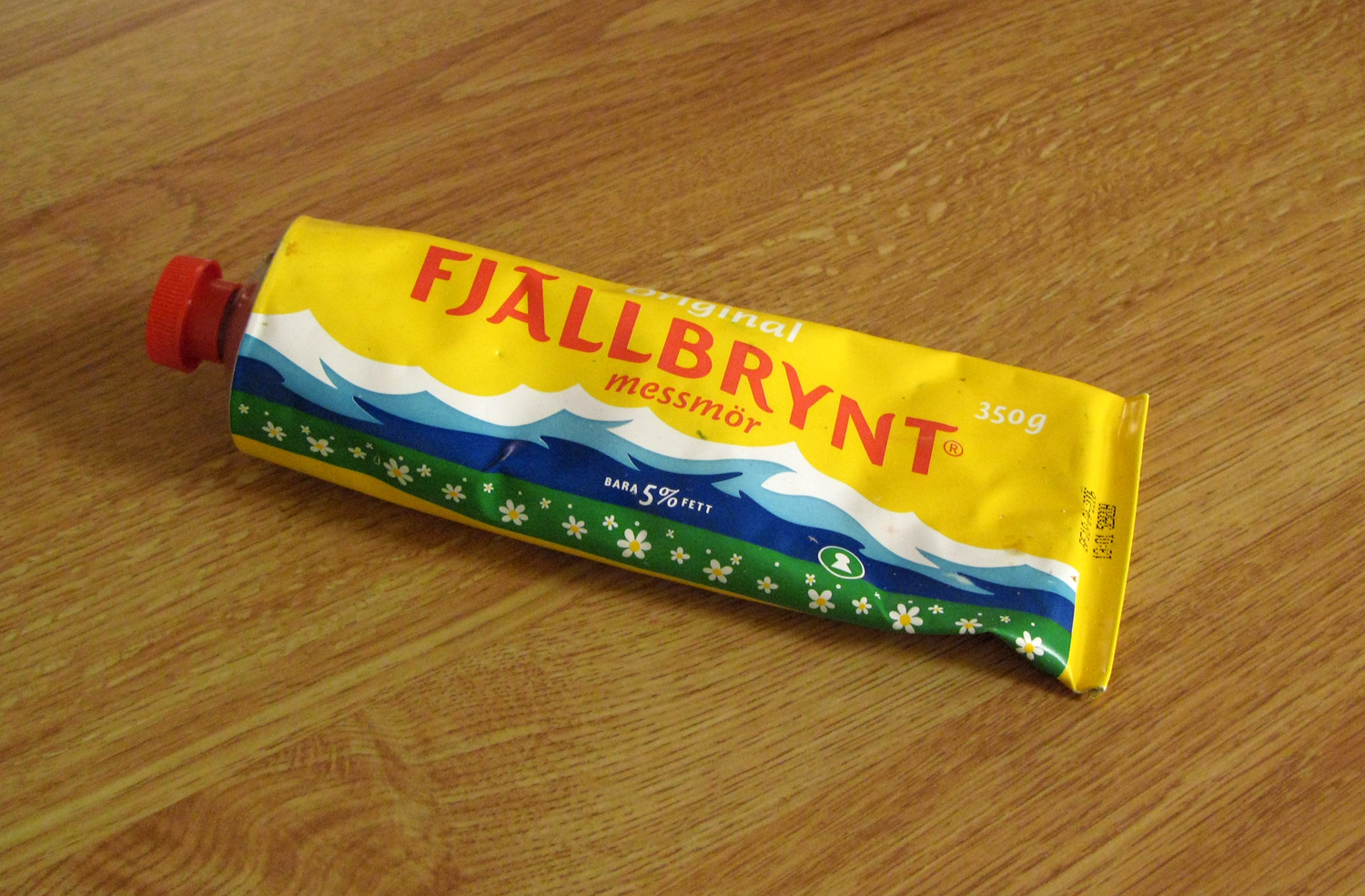
een tube messmör

Messmör is een Zweeds zuivelproduct dat voornamelijk als boterhambeleg wordt gebruikt.
"Smör" betekent boter, maar dat is het niet helemaal. Het wordt namelijk gemaakt van wei (een bijproduct van kaas) en niet direct van melk. Het zuivelproduct is onder andere een bron van ijzer en calcium.
Het wordt vooral in Jämtland gemaakt.